# Jasmine Maimone
Jasmine Maimone (Roma, 17 gennaio 1963) è un'attrice e modella italiana.

## Biografia
A volte accreditata con il nome d'arte Jasmine Main, nel 1983 vinse il titolo di Miss Roma. Ha partecipato alle audizioni per i principali ruoli femminili in All'ultimo respiro (1983) e Il sole a mezzanotte (1985), che alla fine è andato a Valérie Kaprisky e Isabella Rossellini. Non è riuscita a vincere il ruolo di protagonista in Emmanuelle IV (1984). Dopo il ruolo nel film horror Paganini Horror (1989) di Luigi Cozzi si è dedicata al suo lavoro di insegnante di danza.

## Filmografia
- Poliziotto senza paura, regia di Stelvio Massi (1977)
- Vacanze di Natale, regia di Carlo Vanzina (1983)
- Vediamoci chiaro, regia di Luciano Salce (1984)
- Declic dentro Florence, regia di Jean-Louis Richard (1985)
- Scandalosa Gilda, regia di Gabriele Lavia (1985)
- Dèmoni, regia di Lamberto Bava (1985)
- The Messenger, regia di Fred Williamson (1986)
- Turno di notte – serie TV, episodio 1x12 (1987)
- Paganini Horror, regia di Luigi Cozzi (1989)
- Il gatto nero, regia di Luigi Cozzi (1989)